# RM-2
La RM-2 o Autovía Alhama-Campo de Cartagena es una autovía autonómica de la Región de Murcia que comunica las poblaciones del Valle del Guadalentín con el Campo de Cartagena.
Tiene su inicio en la A-7, a la altura de Alhama de Murcia, y finaliza en la A-30, en el enlace de Lobosillo y Torre-Pacheco.
El tramo entre Alhama de Murcia y Cuevas de Reyllo es un desdoblamiento de la carretera original RM-602, mientras que en el tramo restante hasta la A-30 la autovía circula por un trazado de nueva construcción.
Fue inaugurada el 7 de abril de 2008 por el entonces Consejero de Obras Públicas, José Ballesta.

## Tramos
| Denominación | Tramo                                 | km | Año servicio |
| ------------ | ------------------------------------- | -- | ------------ |
| RM-2         | Alhama de Murcia A-7 - Lobosillo A-30 | 36 | 2008         |

## Salidas
| Velocidad | Esquema | Salida | Sentido Torre-Pacheco                                        | Sentido Alhama de Murcia                                     | Carretera     | Notas |
| --------- | ------- | ------ | ------------------------------------------------------------ | ------------------------------------------------------------ | ------------- | ----- |
|           |         |        | RM-2                                                         | RM-608                                                       |               |       |
|           |         |        | Torre-Pacheco 46 Cartagena 58                                | Alhama de Murcia 3                                           | A-7 E-15 RM-2 |       |
|           |         | 0      |                                                              | Murcia Alicante                                              | A-7 E-15      |       |
|           |         |        | Rambla de las Salinas                                        | Rambla de las Salinas                                        |               |       |
|           |         | 1b     |                                                              | parque industrial                                            |               |       |
|           |         | 1      | polígono industrial Murcia                                   | polígono industrial                                          |               |       |
|           |         | 2      |                                                              |                                                              |               |       |
|           |         |        | Río Guadalentín                                              | Río Guadalentín                                              |               |       |
|           |         | 4      | Mazarrón El Palmar                                           | Mazarrón El Palmar                                           | RM-23 RM-603  |       |
|           |         | 8      | vía de servicio                                              | vía de servicio                                              |               |       |
|           |         | 11     | Los Muñoces Venta Aledo                                      | Los Muñoces Venta Aledo                                      | RM-E24        |       |
|           |         | 14     | Cuevas de Reyllo Los Almagros Los Cánovas                    | Cuevas de Reyllo Los Almagros Los Cánovas                    | RM-602 RM-E11 |       |
|           |         | 18     | Cuevas de Reyllo El Escobar                                  | Cuevas de Reyllo El Escobar                                  | RM-E6         |       |
|           |         | 21     | Fuente Álamo de Murcia (oeste) Hacienda del Álamo            | Fuente Álamo de Murcia (oeste) Hacienda del Álamo            | RM-602        |       |
|           |         | 26     | Fuente Álamo de Murcia (centro) Balsapintada Corvera         | Fuente Álamo de Murcia (centro) Balsapintada Corvera         | RM-601        |       |
|           |         | 30     | Fuente Álamo de Murcia (este) El Estrecho La Aljorra - SABIC | Fuente Álamo de Murcia (este) El Estrecho La Aljorra - SABIC | RM-602 RM-E14 |       |
|           |         | 32     | Lobosillo Balsapintada SABIC - parque tecnológico            | Lobosillo Balsapintada SABIC - parque tecnológico            | RM-602 RM-E9  |       |
|           |         |        |                                                              | El Albujón Miranda                                           | N-301a        |       |
|           |         |        | Torre-Pacheco 10 Cartagena 22                                | Alhama de Murcia 39                                          | A-30 RM-2     |       |
|           |         |        | Enlace con la Autovía de Murcia                              | RM-2                                                         |               |       |